# Nobutaka Taguchi
Pour les articles homonymes, voir Taguchi.
Nobutaka Taguchi (田口信教, Taguchi Nobutaka), né le 18 juin 1951 à Saijo, est un nageur japonais.

## Carrière
Nobutaka Taguchi remporte deux médailles aux Jeux olympiques d'été de 1972 à Munich ; il est sacré champion olympique sur 100 mètres brasse et médaillé de bronze sur 200 mètres brasse. 
Il est aussi médaillé d'argent aux Championnats du monde de natation 1975 sur 100 mètres brasse et médaillé de bronze sur 100 et 200 mètres brasse aux Mondiaux de 1973. Il est inscrit à l'International Swimming Hall of Fame en 1989.